# スパルヴィエロ級ミサイル艇
スパルヴィエロ級ミサイル艇（イタリア語: Aliscafi lanciamissili della classe Sparviero）は、イタリア海軍が運用していたミサイル艇の艦級。設計名はソードフィッシュ。2番艇以降は、ネームシップの運用実績をバックフィットして改設計されており、特にニッビオ級と称されることもある。

## 来歴
イタリアは、20世紀初頭の水中翼船研究の偉人であるエンリコ・フォルラニーニ教授を輩出したという素地もあり、早期から水中翼船の軍用利用に注目していた。戦後、イタリア海軍では在来船型の哨戒艇や魚雷艇の研究が進められていたが、1964年に、イタリア政府の研究部門と、民間向け水中翼船の建造を手がけていたカルロ・ロドリゲス社、そしてアメリカ合衆国のボーイング社によるコンソーシアムであるアリナヴィ（Alinavi）社が発足すると、これらは全て中止され、水中翼船型の採用に転換された。
1960年代後半、ワルシャワ条約機構軍が保有する大量のミサイル艇に対抗する必要から、北大西洋条約機構（NATO）各国でミサイル艇を共同開発する構想が生じた。当時、ソビエト連邦が水中翼船型の1141型小型対潜艦を建造していたこともあり、高速性・機動性の要請から、この計画でも水中翼船型が採択されることになった。このことから、計画名はNATO PHM（Patrol, Hydrofoil, Missile）とされ、1972年11月、イタリアのほかアメリカ合衆国・ドイツの3国協同による開発がスタートした。
しかし、NATO PHM計画艇は250トン型とかなり大型であり、高コストが予測されていた（後に同計画に基づきアメリカ海軍で建造されたペガサス級ミサイル艇では、1975年の時点で建造価格160億円となっていた）。このことから、イタリア海軍では、既により小型の50トン型ミサイル艇の設計を行っており、1971年より建造を開始していた。
この50トン型ミサイル艇は、ボーイング社がアメリカ海軍の依頼で開発した「トゥーカムカリ」を参考にしており、上記のアリナヴィ社によって設計された。これによって建造されたのが「スパルヴィエロ」であり、その完成と同年の1974年にはNATO PHM計画から脱退した。
当初計画では、「スパルヴィエロ」を含めて8隻の建造が予定されていたものの、未知の部分が多かったことから実用艇の建造は取りやめられ、同艇を用いた運用データの蓄積が進められた。これを踏まえて、1975年の海軍法で改良型6隻の建造が盛り込まれ、これらは1977年より順次に起工、1982年から1984年にかけて就役した。

## 設計
設計面では、上記の通り「トゥーカムカリ」の技術が導入されており、船型は全没型水中翼船型とされている。艇体は耐水アルミニウム合金の溶接構造、上部構造物は板厚が薄いことから鋲接構造とされている。
水中翼は全没構造で、前1枚・後2枚のエンテ型配列とされており、前翼のタブ（動翼）を動かして操舵を行う。旋回時は、自動コントロール装置によって傾斜角約10度のバンクド・ターンを行うことで、遠心力による乗員への影響を軽減していた。また、艇体航走時には前翼は前に、後翼は左右に跳ね上げることになっていた。
水中翼艇であることから、翼航走（フォイルボーン）時と艇体航走（ハルボーン）時の2種類の推進装置を備えていた。翼航走時は、主機関としては、ロールス・ロイス プロテュース15M 560ガスタービンエンジン（4,500馬力）1基でウォータージェット推進器1軸を駆動していた。このウォータージェット推進器のための吸水口は後部水中翼の下端に設けられており、ここから吸い上げられた海水はウォータージェット・ポンプによって加速されて、マスト直下の船底にある2ヶ所の開口から噴出された。これにより、翼航走時には平水で48ノット、シーステート4でも38〜40ノットの速力を発揮できた。一方、艇体航走時には、ゼネラルモーターズ製のV型6気筒機関である6V-53Nディーゼルエンジン（180馬力）によってスクリュープロペラ1軸を駆動していた。
厳しい重量軽減の要請から、艤装は非常に簡略で、例えば乗員10人分の簡易寝台に対して便所・手洗いは1個しか設けられていない。予備品・用具をはじめとする物資の搭載は最小限に限定されており、陸上整備や予備品も相当に多くなることから、給食給養を含めて、陸上を車両6両で移動する地上支援部隊の後方支援に依存する運用形態となっていた。
主兵装としては、テセオ艦対艦ミサイルの単装発射筒を船尾両舷に1基ずつ備えている。また砲煩兵器としては、新型の軽量自動砲である76mmコンパット砲が採用されており、RTN-10X火器管制レーダーを含むNA-10 mod.3射撃指揮システムの管制を受けていた。捜索レーダーとしては、「スパルヴィエロ」では航法用の3RM7-250が搭載されていたが、ニッビオ級では、より遠距離探知が可能なSPN-701に変更された。

## 同型艦一覧
| #     | 艦名                     | 起工       | 就役      | 退役       |
| ----- | ------------------------ | ---------- | --------- | ---------- |
| P 420 | スパルヴィエロ Sparviero | 1971年4月  | 1974年7月 | 1991年9月  |
| P 421 | ニッビオ Nibbio          | 1977年8月  | 1982年3月 | 1996年10月 |
| P 422 | ファルコーネ Falcone     | 1977年10月 | 1982年3月 | 1999年     |
| P 423 | アストーレ Falcone       | 1978年7月  | 1983年2月 | 1999年     |
| P 424 | グリフォーネ Grifone     | 1978年11月 | 1983年2月 | 1999年     |
| P 425 | ゲェッピオ Gheppio       | 1979年5月  | 1983年9月 | 1999年     |
| P 426 | コンドル Condor          | 1980年3月  | 1984年4月 | 1999年     |